# Lloyd Bridges
Pour les articles homonymes, voir Bridges.
Lloyd Bridges est un acteur américain, né le 15 janvier 1913 à San Leandro (Californie) et mort le 10 mars 1998  à Los Angeles (Californie).

## Biographie
Lloyd Bridges est né à San Leandro, en Californie, de Harriet Evelyn (née Brown) Bridges (1893-1950) et de Lloyd Vernet Bridges Sr. (1887-1962), qui travaillait dans l'hôtellerie californienne et fut propriétaire d'un cinéma. Ses parents étaient tous deux originaires du Kansas. Bridges est diplômé du lycée de Petaluma en 1930. Il a ensuite étudié les sciences politiques à l'UCLA, où il était membre de la fraternité Sigma Alpha Epsilon.
Lloyd Bridges incarne Mike Nelson, ancien plongeur de l'US Navy, dans la série télévisée Sea Hunt (diffusée en France sous le titre Remous). Il popularise la plongée sous-marine aux États-Unis. Après sa formation à la plongée en scaphandre autonome et pour sa participation, la NAUI (National Association of Underwater Instructors) le nomme instructeur honoraire.
Lloyd Bridges est le père des acteurs Beau et Jeff Bridges.

## Filmographie

### Au cinéma
- 1936 : Freshman Love (en) de William C. McGann : étudiant
- 1936 : Dancing Feet (en) de Joseph Santley : jeune homme
- 1941 : The Lone Wolf Takes a Chance (en) de Sidney Salkow : Johnny Baker
- 1941 : They Dare Not Love de James Whale : L'officier blond
- 1941 : The Medico of Painted Springs (en) de Lambert Hillyer : figurant
- 1941 : The Son of Davy Crockett (en) de Lambert Hillyer : Sammy
- 1941 : Le Défunt récalcitrant (Here Comes Mr. Jordan) d’Alexander Hall : Sloan (pilote de l'avion #22)
- 1941 : Une femme de trop (en) (Our Wife) de John M. Stahl : conducteur de taxi
- 1941 : Harmon of Michigan (en) de Charles Barton : Ozzie
- 1941 : Two Latins from Manhattan (en) de Charles Barton : Tommy Curtis
- 1941 : Tu m’appartiens (You Belong to Me), de Wesley Ruggles : patrouilleur à ski
- 1941 : Le Mort fictif (Three Girls About Town) de Leigh Jason : reporter
- 1941 : The Royal Mounted Patrol (en) de Lambert Hillyer : Hap Andrews
- 1941 : Sing for Your Supper (en) de Charles Barton : Doc
- 1941 : Honolulu Lu (en) de Charles Barton : concierge
- 1941 : Harvard, Here I Come! (en) de Lew Landers : Larry
- 1942 : West of Tombstone (en) d’Howard Bretherton : Martin
- 1942 : Blondie Goes to College (en) de Frank R. Strayer : Ben Dixon
- 1942 : Cadets on Parade de Lew Landers : reporter
- 1942 : Ferme ta grande gueule! (en) (Shut My Big Mouth) de Charles Barton : Skinny
- 1942 : Canal Zone de Lew Landers : Baldwin
- 1942 : Tramp, Tramp, Tramp de Charles Barton : gardien
- 1942 : North of the Rockies de Lambert Hillyer : agent de police McDowell
- 1942 : Alias Boston Blackie (en) de Lew Landers : conducteur de bus
- 1942 : The Wife Takes a Flyer (it) de Richard Wallace : German Sergeant
- 1942 : Sweetheart of the Fleet de Charles Barton : marin
- 1942 : Riders of the Northland de William Berke : Alex
- 1942 : Flight Lieutenant (en) de Sidney Salkow : Bill Robinson
- 1942 : Atlantic Convoy (en) de Lew Landers : Bert
- 1942 : La Justice des hommes (The Talk of the Town) de George Stevens : Donald Forrester
- 1942 : A Man's World de Charles Barton : Brown
- 1942 : The Spirit of Stanford de Charles Barton : Don Farrell
- 1942 : The Daring Young Man de Frank R. Strayer : Hans Muller
- 1942 : Stand by All Networks de Lew Landers : Slim Terry
- 1942 : Boston Blackie Goes Hollywood (en) de Michael Gordon : voleur
- 1942 : Pardon My Gun de William Berke : homme de main
- 1942 : Underground Agent de Michael Gordon : chimiste
- 1942 : The Great Glover de Jules White
- 1942 : Le commando frappe à l'aube (Commandos Strike at Dawn) de John Farrow : jeune soldat allemand
- 1943 : They Stooge to Conga de Del Lord : client téléphone
- 1943 : A Rookie's Cookie de Jules White
- 1943 : La Cité sans hommes (City Without Men) de Sidney Salkow : garde-côte Helmsman
- 1943 : His Wedding Scare de Del Lord : Charlie, 2e mari de Susie
- 1943 : Destroyer de William A. Seiter : deuxième pompier
- 1943 : Passeport pour Suez d’André de Toth : Fritz, homme de main
- 1943 : Hail to the Rangers de William Berke : Dave Kerlin
- 1943 : Sahara de Zoltan Korda : Fred Clarkson
- 1943 : The Heat's On de Gregory Ratoff : Andy Walker
- 1943 : Crime Doctor's Strangest Case d'Eugene Forde : Jimmy Trotter
- 1944 : Étrange Histoire (Once Upon a Time) d'Alexander Hall : capitaine
- 1944 : She's a Soldier Too de William Castle : Charles Jones
- 1944 : Louisiana Hayride de Charles Barton : Montague Price
- 1944 : The Master Race (en) de Herbert Biberman : Frank Bartoc
- 1944 : Saddle Leather Law (en) de Benjamin H. Kline : Paul Edwards
- 1945 : Secret Agent X-9 (en) de Lewis D. Collins et Ray Taylor : Phil Corrigan (agent secret X-9)
- 1945 : Strange Confession de John Hoffman : Dave Curtis
- 1945 : Le Commando de la mort (A Walk in the Sun) de Lewis Milestone : sergent Ward
- 1946 : Règlement de comptes à Abilene Town (Abilene Town) d'Edwin L. Marin : Henry Dreiser
- 1946 : Le Bel Espoir (Miss Susie Slagle's) de John Berry : Silas Holmes
- 1946 : Le Passage du canyon (Canyon passage) de Jacques Tourneur : Johnny Steele
- 1947 : Femme de feu (Ramrod) d'André de Toth : Red Cates
- 1947 : The Trouble with Women (en) de Cyril Frankel : Avery Wilson
- 1947 : Les Conquérants d'un nouveau monde (Unconquered) de Cecil B. DeMille : lieutenant Hutchins
- 1948 : Secret Service Investigator de R. G. Springsteen : Steve Mallory / Dan Redfern
- 1948 : 16 Fathoms Deep d'Irving Allen : Ray Douglas
- 1948 : Le Fils du pendu (Moonrise) de Frank Borzage : Jerry Sykes
- 1949 : Hideout de Philip Ford : George Browning
- 1949 : Le Mustang noir (Red Canyon) de George Sherman : Virgil Cordt
- 1949 : Mr. Whitney Had a Notion de Gerald Mayer : Eli Whitney
- 1949 : La demeure des braves de Mark Robson : Finch
- 1949 : La Fille des prairies (Calamity Jane and Sam Bass) de George Sherman : Joel Collins
- 1949 : Le Traquenard (Trapped) de Richard Fleischer : Tris Stewart
- 1950 : Colt .45 d'Edwin L. Marin : Paul Donovan
- 1950 : Vingt-quatre Heures chez les Martiens (Rocketship X-M) de Kurt Neumann : colonel Floyd Graham
- 1950 : La Tour blanche (The White Tower) de Ted Tetzlaff : M. Hein
- 1950 : Fureur sur la ville (The Sound of Fury) de Cy Endfield : Jerry Slocum
- 1951 : Little Big Horn : capitaine Phillip Donlin
- 1951 : Trois Pas au Nord (Three Steps North) de W. Lee Wilder : Frank Keeler
- 1951 : Quand la foule gronde (The Whistle at Eaton Falls) de Robert Siodmak : Brad Adams
- 1952 : Le train sifflera trois fois (High Noon) de Fred Zinnemann : Harvey Pell
- 1952 : Capitaine sans loi Plymouth Adventure de Clarence Brown : Coppin
- 1953 : Le Sabre et la Flèche (Last of the Comanches) d'André de Toth : Jim Starbuck
- 1953 : Les Démons du Texas (The Tall Texan) d'Elmo Williams : Ben Trask
- 1953 : The Kid from Left Field d'Harmon Jones : Pete Haines
- 1953 : La Cité des tueurs (City of Bad Men), d'Harmon Jones : Gar Stanton
- 1953 : The Limping Man de Cy Endfield : Frank Prior
- 1954 : Pride of the Blue Grass de William Beaudine : Jim
- 1954 : Third Party Risk de Daniel Birt : Philip Graham
- 1955 : La Femme apache (Apache Woman) de Roger Corman : Rex Moffett
- 1955 : Un jeu risqué (Wichita) de Jacques Tourneur : Gyp Clements
- 1956 : Wetbacks de Hank McCune : Jim Benson
- 1956 : Le Faiseur de pluie (The Rainmaker) de Joseph Anthony : Noah Curry
- 1957 : Ride Out for Revenge (en) de Bernard Girard : captaine George
- 1958 : La Déesse (The Goddess) de John Cromwell : Dutch Seymour
- 1966 : Le Tour du monde sous les mers (Around the World Under the Sea) d'Andrew Marton : Dr Doug Standish
- 1968 : Daring Game (en) de László Benedek : Vic Powers
- 1968 : Attaque sur le mur de l'Atlantique (Attack on the Iron Coast) de Paul Wendkos : major James Wilson
- 1969 : The Happy Ending de Richard Brooks : Sam
- 1972 : Trouver un homme (To Find a Man) de Buzz Kulik : Frank McCarthy
- 1973 : Running Wild de Robert McCahon : Jeff Methune
- 1979 : Le Cinquième Mousquetaire (The Fifth Musketeer) de Ken Annakin : Aramis
- 1979 : Le Secret de la banquise (Bear Island) de Don Sharp : Smithy
- 1980 : Y a-t-il un pilote dans l'avion ? (Airplane!) de ZAZ : Steven McCroskey
- 1982 : Y a-t-il enfin un pilote dans l'avion ? (Airplane II: The Sequel) de Ken Finkleman : Steven McCroskey
- 1986 : Weekend Warriors (en) de Bert Convy (en) : colonel Archer
- 1987 : I Am Joe's Heart (court métrage) de Randolph Wright : le cœur de Joe (voix)
- 1987 : The Wild Pair de Beau Bridges : colonel Heser
- 1988 : Tucker (Tucker: The Man and His Dream) de Francis Ford Coppola : Homer Ferguson
- 1989 : L'Étranger du froid (Winter People) de Ted Kotcheff : William Wright
- 1989 : Cousins de Joel Schumacher : Vince
- 1990 : Joe contre le volcan (Joe Versus the Volcano) de John Patrick Shanley : Samuel Harvey Graynamore
- 1991 : Hot Shots! de Jim Abrahams : amiral Thomas « Tug » Benson
- 1992 : Chérie, j'ai agrandi le bébé (Honey I Blew Up the Kid) de Randal Kleiser : Clifford Sterling
- 1993 : Mr. Bluesman (de) de Sönke Wortmann : Bronski
- 1993 : Hot Shots! 2 (Hot Shots! Part Deux) de Jim Abrahams : président Thomas Benson
- 1994 : Blown Away de Stephen Hopkins : Max O'Bannon
- 1998 : Le Prince de Sicile (Jane Austen's Mafia!) de Jim Abrahams : Vincenzo Cortino
- 2000 : Meeting Daddy de Peter Gould : Mr Branson (« Daddy »)

### À la télévision
- 1958 : Remous (Sea Hunt) (série télévisée) : Mike Nelson
- 1962 : The Lloyd Bridges Show (en) : A Pair of Boots : Otis
- 1962 : The Lloyd Bridges Show (en) : My Daddy Can Lick Your Daddy
- 1962 : The Lloyd Bridges Show (en) (série télévisée) : Adam Shepherd et autres
- 1965 : The Loner (en) (série télévisée) : William Colton
- 1966 : Mission Impossible (Fakeout) (série télévisée): Anastas Poltroni / Ted Carson
- 1968 : A Case of Libel (TV) : Dennis Corcoran
- 1969 : Lost Flight (en) (TV) : Steve Bannerman
- 1969 : Silent Night, Lonely Night (TV) : John Sparrow
- 1969 : The Silent Gun (TV) : Brad Clinton
- 1970 : The Love War (TV) : Kyle
- 1970 : San Francisco International Airport (en) (série télévisée) : Jim Conrad
- 1971 : Prenez mon nom, ma femme, mon héritage (Do You Take This Stranger?) (TV) : Steven Breck
- 1971 : A Tattered Web (TV) : sergent Ed Stagg
- 1971 : Deadly Dream (TV) : Dr Jim Hanley
- 1972 : Haunts of the Very Rich (en) (TV) : Dave Woodrough
- 1973 : Trouble Comes to Town (TV) : shérif Porter Murdock
- 1973 : Crime Club (TV) : Paul Cord
- 1973 : Death Race (TV) : Hans Pimler
- 1974 : Benjamin Franklin (feuilleton TV) : Benjamin Franklin
- 1974 : The Whirlwind (TV)
- 1975 : Stowaway to the Moon (en) (TV) : Charlie Englehardt
- 1975 : Cop on the Beat (TV) : Joe Forrester
- 1975 : Joe Forrester (série télévisée) : Joe Forrester
- 1977 : Voyage dans l'inconnu (Force of Evil) (TV) : Dr Yale Carrington
- 1977 : Racines (Roots) (feuilleton TV) : Evan Brent
- 1977 : Telethon (TV) : Matt Tallman
- 1978 : Shimmering Light (en) (TV) : Sean Pearse
- 1978 : Galactica - Les Cylons attaquent (Mission Galactica: The Cylon Attack) (TV) : commodore Cain
- 1978 : La Conquête de l'Ouest (How the West Was Won) (feuilleton TV) : Orville Gant (épisodes 1-4)
- 1978 : The Great Wallendas (TV) : Karl Wallenda
- 1978 : The Critical List (TV) : Dr Dan J. Lassiter
- 1979 : Disaster on the Coastliner (en) (TV) : Al Mitchell
- 1980 : This Year's Blonde (en) (TV) : Johnny Hyde
- 1981 : À l'est d'Éden (East of Eden) (feuilleton TV) : Samuel Hamilton
- 1982 : Life of the Party: The Story of Beatrice (TV) : Johnny O'Reilly
- 1982 : Les Bleus et les Gris (The Blue and the Gray) (feuilleton TV) : Ben Geyser
- 1983 : Grace Kelly (TV) : Jack Kelly
- 1983 : Amoureusement vôtre (Loving) (série télévisée) : Johnny Forbes (épisode pilote)
- 1984 : George Washington (en) (feuilleton TV) : Caleb Quinn
- 1984 : Paper Dolls (série télévisée) : Grant Harper
- 1985 : Alice au pays des merveilles (Alice in Wonderland) (TV) : le chevalier blanc
- 1986 : Dress Gray (en) de Glenn Jordan (Téléfilm) : général Axel Rylander
- 1986 : Nord et Sud 2 (feuilleton TV) : Jefferson Davis
- 1986 : The Thanksgiving Promise (en) (TV) : Stewart Larson
- 1988 : She Was Marked for Murder (TV) : Justin Matthews
- 1989 : La Croix de feu (Cross of Fire) (TV) : avocat
- 1990 : Capital News (TV) : Jonathan Turner (Jo Jo)
- 1990 : Leona Helmsley: The Queen of Mean (TV) : Harry Helmsley
- 1990 : Shining Time Station Christmas: 'Tis a Gift (TV) : M. Nicholas
- 1991 : In the Nick of Time (TV) : Père Noël
- 1992 : Devlin (TV) : Bill Brennan
- 1993 : Harts of the West (en) (série télévisée) : Jake Tyrell
- 1994 : Secret Sins of the Father (TV) : Louis Thielman
- 1994 : Cinderella... Frozen in Time (TV) : narrateur
- 1995 : Au-delà du réel : L'aventure continue (TV, épisode 1.01) : le grand-père.
- 1995 : L'Ultime voyage (en) (The Other Woman) (TV) : Jacob
- 1995 : Mort clinique (Nothing Lasts Forever) (feuilleton TV) : John Cronin
- 1996 : Peter and the Wolf (TV) : grand-père
- 1996 : The Deliverance of Elaine (TV) : Addison Hodges

## Récompenses et Nominations
- 1957 : Nomination à l'Emmy Award du meilleur acteur pour The Alcoa Hour (en) (épisode Tragedy in a temporary town).
- 1998 : Nomination à l'Emmy Award du meilleur invité (guest star) dans une série télévisée, pour son rôle d'Izzy Mandelbaum dans la série Seinfeld (épisode The Blood).